# 德之島町
德之島町（日语：／ Tokunoshima chō */?，琉球語：／ ）是位於鹿兒島縣奄美群島德之島上東部地區的一個城鎮，屬大島郡。

## 歷史
日本歷史記載中，德之島的名稱最早出現在699年與大和朝廷往來的紀錄中；而現在德之島最早的地方行政區是出現在1263年，琉球山北王國將勢力擴張到德之島上，並設置了東間切、面縄間切、西目間切共三個間切，其中東間切就是現在的德之島町的前身。
1609年薩摩藩入侵琉球，並取得奄美群島的主權，並於1888年在德之島設置村取代過去的間切；1908年實施島嶼町村制後，成為了現代的村級地方自治區。

### 年表
- 1908年4月1日：奄美群島實施島嶼町村制，設置龜津村和天城村（現在的天城町）。
- 1916年5月20日：東天城村從天城村分村。
- 1942年1月1日：龜津村改制為龜津町。
- 1958年4月1日：龜津町和東天城村合併為德之島町。

| 1908年以前      | 1908年4月1日 | 1908年-1926年              | 1926年-1945年              | 1946年-1954年              | 1955年-1964年               | 1965年-1988年               | 1989年-現在                 | 現在                        |
| --------------- | ------------ | -------------------------- | -------------------------- | -------------------------- | --------------------------- | --------------------------- | --------------------------- | --------------------------- |
| 阿布木名方 山方 | 天城村       | 1916年5月20日 天城村       | 1916年5月20日 天城村       | 1916年5月20日 天城村       | 1961年1月1日 改制為天城町   | 1961年1月1日 改制為天城町   | 1961年1月1日 改制為天城町   | 1961年1月1日 改制為天城町   |
| 阿布木名方 山方 | 天城村       | 1916年5月20日 東天城村     | 1916年5月20日 東天城村     | 1916年5月20日 東天城村     | 1958年4月1日 合併為德之島町 | 1958年4月1日 合併為德之島町 | 1958年4月1日 合併為德之島町 | 1958年4月1日 合併為德之島町 |
| 龜津方          | 龜津村       | 龜津村                     | 1942年1月1日 改制為龜津町  | 1942年1月1日 改制為龜津町  | 1958年4月1日 合併為德之島町 | 1958年4月1日 合併為德之島町 | 1958年4月1日 合併為德之島町 | 1958年4月1日 合併為德之島町 |
| 面繩方          | 島尻村       | 1921年6月29日 改名為伊仙村 | 1921年6月29日 改名為伊仙村 | 1921年6月29日 改名為伊仙村 | 1962年1月1日 改制為伊仙町   | 1962年1月1日 改制為伊仙町   | 1962年1月1日 改制為伊仙町   | 1962年1月1日 改制為伊仙町   |

## 教育

### 高等學校
- 鹿兒島縣立德之島高等學校

## 本地出身之名人
- 朝潮太郎：大相撲第46代橫綱
- 旭道山和泰：大相撲力士
- 一之矢充：前大相撲力士
- 八波むと志：喜劇演員
- 桂樂珍：落語家
- 德田虎雄：政治家、醫生
- 木村壽行：大相撲十兩格行司、前大相撲力士

## 外部連結
- （日語） 德之島町觀光協會